# Gibralter Hill
Gibralter Hill är en kulle i Australien. Den ligger i kommunen Tumut Shire och delstaten New South Wales, i den sydöstra delen av landet, omkring 330 kilometer sydväst om delstatshuvudstaden Sydney. Toppen på Gibralter Hill är 483 meter över havet.
Runt Gibralter Hill är det mycket glesbefolkat, med 3 invånare per kvadratkilometer.. Närmaste större samhälle är Tumut, omkring 15 kilometer öster om Gibralter Hill. 
Trakten runt Gibralter Hill består till största delen av jordbruksmark. Genomsnittlig årsnederbörd är 1 222 millimeter. Den regnigaste månaden är februari, med i genomsnitt 177 mm nederbörd, och den torraste är januari, med 68 mm nederbörd.